# Horobii, Zinkiv
Horobii (în ucraineană Горобії) este un sat în comuna Vlasivka din raionul Zinkiv, regiunea Poltava, Ucraina.

## Demografie
Componența lingvistică a localității Horobii
     Ucraineană (94,74%)
     Rusă (5,26%)
Conform recensământului din 2001, majoritatea populației localității Horobii era vorbitoare de ucraineană (94,74%), existând în minoritate și vorbitori de rusă (5,26%).